# Prix Otto-Neugebauer
Le prix Otto-Neugebauer est un prix accordé par la Société mathématique européenne, qui récompense un article ou un ouvrage d'histoire des mathématiques ayant une grande influence.
Il est créé en l'honneur du mathématicien et historien des sciences Otto Eduard Neugebauer (1899-1990). Le fonds de ce prix a été offert par Springer, une des principales maisons d'édition scientifique.

## Comité
Le lauréat est sélectionné par un comité composé de cinq spécialistes en histoire des mathématiques. Le premier comité était dirigé par le Prof. Jeremy Gray (Open University, Royaume-Uni).

## Lauréats
- Jan Hogendijk est le premier récipiendaire du prix, en 2012, lors du 6e congrès européen de mathématiques. Hogendijk a obtenu son doctorat en 1983 à Utrecht avec une thèse sur un traité inédit sur les sections coniques par Ibn al-Haytham (ca. 965-1041)[1].

- Jeremy Gray (Open University, Royaume-Uni) a obtenu le prix en 2016, lors du 7e congrès européen de mathématiques à Berlin[1]
- Karine Chemla (CNRS[2]) a obtenu le prix en 2020[1].